# Outcesticide
Outcesticide je název pirátské série CD americké grungeové skupiny Nirvana, který vyšel v roce 1995. Zahrnuje pět základních alb, které obsahují nejrůznější skladby - od živých nahrávek přes dema až po dosud nevydané skladby nahrané ve studiu a speciální verze Outcesticide ještě navíc další 3 bonusová alba. Název Outcesticide je odvozen z Incesticide, což je název oficiálně vydaného alba z roku 1992, na kterém jsou písně B-stran singlů a jinde nevydaných skladeb. Mnoho písní, které obsahuje série cd Outcesticide obsahuje cd box set With the Lights Out z roku 2002.

## Outcesticide I - In Memory Of Kurt Cobain
1. If You Must (Reciprocal Recording studio, Seattle, Washington; 23. ledna 1988)
2. Downer (Reciprocal Recording studio, Seattle, Washington; 23. ledna 1988)
3. Floyd The Barber (Reciprocal Recording studio, Seattle, Washington; 23. ledna 1988)
4. Paper Cuts (Reciprocal Recording studio, Seattle, Washington; 23. ledna 1988)
5. Spank Thru (Reciprocal Recording studio, Seattle, Washington; 23. ledna 1988)
6. Beeswax (Reciprocal Recording studio, Seattle, Washington; 23. ledna 1988)
7. Pen Cap Chew (Reciprocal Recording studio, Seattle, Washington; 23. ledna 1988)
8. Blandest (Reciprocal Recording studio; 6. června 1988)
9. Polly (Cobainovo 4-track domácí nahrávání; 1987 a/nebo 1988)
10. Don't Want It All (Cobainovo 4-track domácí nahrávání; 1987 a/nebo 1988)
11. Sappy (Cobainovo 4-track domácí nahrávání; 1987 a/nebo 1988)
12. Do You Love Me? (Evergreen State College Studio, Olympie, Washington; jaro 1989)
13. Been A Son (Music Source Studios, Seattle; září 1989)
14. Token Eastern Song (Live Amsterdam, HL; 5. listopadu 1989)
15. Opinion (Live na rádiu KAOS (FM), Olympie; 15. září 1990)
16. D-7 (Maida Vale Studios, Londýn, Anglie (John Peel session); 3. listopadu 1990)
17. Breed (Smart Studios, Madison, WI; 2-6. dubna 1990)
18. Pay To Play (prvotní "Stay Away", Smart Studios, Madison, WI; 2-6. dubna 1990)
19. Sappy (Smart Studios, Madison, WI; 2-6. dubna 1990)
20. Here She Comes Now (NOB Studio, Hilversum, HL; 25. listopadu 1991)
21. Where Did You Sleep Last Night (NOB Studio, Hilversum, HL; 25. listopadu 1991)
22. Return Of Rhe Rat (Laundry Room Studios, Seattle; 7. dubna 1992)
23. Talk To Me (Live Muggia, Itálie; 16. listopadu 1991)

## Outcesticide II - The Needle & the Damage Done
1. In Bloom (Smart Studios, Madison, WI; 2-6. dubna 1990)
2. Immodium (prvotní "Breed", Live Hanau; 18. listopadu 1989)
3. Help me, I'm hungry(Live Vienna, Rakousko; 22. listopadu 1989)
4. Oh, The Guilt (Live Muggia, Itálie; 16. listopadu 1991)
5. Smells Like Teen Spirit (Live Rio de Janeiro, Brazílie; 23. ledna 1993)
6. Pennyroyal Tea (Live Chicago, Illinois; 12. října 1991)
7. It's Closing Soon (Drunk in Rio, Rio de Janeiro, Brazílie; leden 1993)
8. Heart-Shaped Box (Live Rio de Janeiro, Brazílie; 23. ledna 1993)
9. Scentless Apprentice (Live Rio de Janeiro, Brazílie; 23. ledna 1993)
10. Been A Son (Live Minneapolis, MN; 14. října 1991)
11. Something In The Way (Live Minneapolis, MN; 14. října 1991)
12. Negative Creep (Live Minneapolis, MN; 14. října 1991)
13. Where Did You Sleep Last Night (Live Valencia, CA; 26. září 1992)
14. Baba O'Riley (od "The Who", Live Rennes, Francie; 7. prosince 1991)
15. The End (od "The Doors", Live Ghent, Belgie; 23. listopadu 1991)
16. Lithium (Smart Studios, Madison, WI; 2-6. dubna 1990)
17. Dumb (Live Modena, Itálie; 21. února 1994)
18. Molly's Lips (Live Hanau, západní Německo; 18. listopadu 1989)
19. Verse Chorus Verse (Live Hollywood, CA; 17. srpna 1990)
20. The Man Who Sold the World (Live Salem, OR; 14. prosince 1993)
21. Smells Like Teen Spirit (Live Londýn, Anglie (The Word); 8. listopadu 1991)

## Outcesticide III - The Final Solution
1. Love Buzz (peel session)
2. About A Girl (peel session)
3. Polly (peel session)
4. SpanK Thru (peel session)
5. Son Of A Gun
6. Mollys Lips
7. D7
8. Turnaround
9. Dumb (peel session)
10. Drain You (peel session)
11. Endless Nameless (peel session)
12. Been A Son (goodier session)
13. (New Wave) Polly (goodier session)
14. Aneurysm (goodier session)
15. Something In The Way (goodier session)
16. Here She Comes Now (VPRO session)
17. Where Did You Sleep Last Night
18. Drain Dou (MTV studios)
19. Polly (MTV studios)
20. Territorial Pissings (MTV studios)
21. Rape Me

## Outcesticide IV - Rape of the Vaults
1. Smells Like A Teen Spirit (Gothic)
2. Marigold (Demo 92)
3. Oh, The Guilt (outtake(=chtěli ji dát původně na album, ale nedali) 1993)
4. Moist Vagina (outtake 93)
5. Do You Love Me (Outtake 93)
6. Curmudgeon (Outtake 92)
7. Into The Dirt (Outtake 93)
8. Return Of The Rat (Outtake 92)
9. Verse Chorus Verse (Outtake 92)
10. I Hate Myself And I Want To Die
11. Frances Farmer (Demo)
12. About A Girl (Outtake 90)
13. Breed (Demo 90)
14. Turnaround (Outtake 90)
15. Molly's Lips (Hollywood CA)
16. Spank Thru (Hollywood CA)
17. Drain You (Chicago IL 94)
18. School (Seattle)
19. Smells Like Teen Spirit (Seattle)
20. Lithium (Seattle)
21. Territorial Pissings (Seattle)

## Outcesticide V - Disintegration
1. Rape me
2. Pennyroyal tea
3. Drain you
4. Marigold
5. Dive
6. Mrmoustache
7. Blandest
8. Even In His youth
9. Polly
10. Smells Like Teen Spirit
11. Serve The Servants
12. Dumb
13. The Eagle Has Landed
14. Aneurysm
15. Oh, The Guilt
16. Dive
17. About A Girl
18. The Money Will Roll Right In
19. In His Hands
20. Curmudgeon
21. Alcohol
22. Run Rabbit Run

## Outcesticide VI
1. Territorial Pissings
2. Opinion
3. Smells Like Teen Spirit
4. Love Buzz
5. Rape Me
6. Serve The Servants
7. Jesus Doesn't Want Me For A Sunbeam
8. I Can Live
9. Dive (studio outtake)
10. About A Girl (studio outtake)
11. Disco Goddess (studio outtake)
12. Mexican Seafood (studio outtake)
13. MrMoustache (studio outtake)
14. Sifting (studio outtake)
15. Aero Zeppelin (studio outtake)
16. Scoff (live)
17. Love Buzz (live)
18. Floyd The Barber (live)
19. Dive (live)
20. Spank Thru (live)
21. Big Cheese (live)

## Outcesticide VII
1. Pennyroyal Tea (únor 1993 at Pachyderm Studios, Cannon Falls, Minnesota, USA)
2. Spank Thru (červen 1998, Reciprocal Recording Studios, Seattle, Washington, USA)
3. Territorial Pissings (6. prosince 1991, London, UK "Jonathan Ross" TV show)
4. Smells Like A Teen Spirit (27. listopadu 1991, London, UK "TOTP" TV show)
5. Rape Me (Live Itálie, 19. listopadu 1991)
6. Pay To Play (Live USA, 13. května 1990)
7. Scoff (Live USA, 16. února 1990)
8. Love Buzz (Live USA, 16. února 1990)
9. Floyd The Barber (Live USA, 16. února 1990)
10. Here She Comes Now (Live USA, 13. května 1990)
11. D7 (Live Anglie, 30. srpna 1992)
12. Drain You (4-track demo, duben 1990)
13. About A Girl (Reciprocal Recording Studios, Seattle, Washington, USA, prosinec 1988)
14. Lithium (Evergreen St - TV Studios, Olympie, Washington, USA, 20. března 1990)
15. Blew (Reciprocal Rec - Studios, Seattle, Washington, USA, prosinec 1988)
16. All Apologies (Live Anglie, 2. září 1991)
17. Radio Unit Friendly Shifter (Live Francie, 16. února 1994)
18. Sappy (Live Francie, 16. února 1994)
19. Bambi Slaughter (4-track demo, 1987 / 1988)
20. Clean Up Before She Comes (4-track demo, 1987 / 1988)
21. Black And White Blues (4-track demo, 1987 / 1988)
22. Montage Of Heck part 1 (Sound Collage, 1987)
23. Escalator To Hell (Sound Collage, 1987)

## Outcesticide VIII
1. Drain You
2. Milk It
3. Im A Mountain
4. In Bloom
5. Floyd The Barber
6. Aneurysm
7. It's Closing Soon
8. Serve The Servants
9. All Apologies
10. Marijuana
11. Swap Meet
12. Hairspray Queen
13. Where Did You Sleep Last Night
14. Down In The Dark
15. In My Eyes
16. Sliver
17. In Bloom
18. Big Long Now
19. Love Buzz